# Сконе (провинция)
Ско́не (швед. Skåne МФА: [²skoːnɛ]о файле, лат. Scania; до революции также Шония, Скания) — историческая провинция в южной Швеции, в историческом регионе Гёталанд. Границы провинции практически совпадают с границами современной административной единицы лена Сконе, лишь незначительная часть лена относится к провинции Халланд.

## География

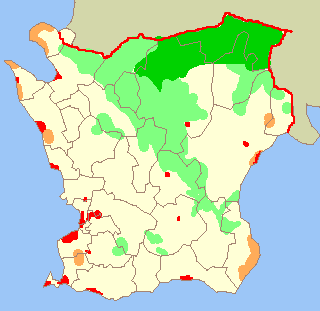
Распределение лесов, равнин и заселённых территорий в Сконе

Сконе граничит с провинциями Халланд, Смоланд и Блекинге; имеет выход к Балтийскому морю. От Дании провинцию отделяет пролив Эресунн.
Ландшафт сформировался к концу последнего ледникового периода, во время которого вся территория провинции была покрыта льдом. Практически вся территория провинции равнинная, что сильно отличает её от большей части Швеции, где преобладают леса и многочисленные водоёмы. На территории Сконе нет гор, немногочисленны холмы, леса и озёра. С северо-запада на юго-восток протянулась невысокая гряда, покрытая лиственными лесами, которая раньше до 1997 года образовывала границу между ленами Мальмёхус и Кристианстад.

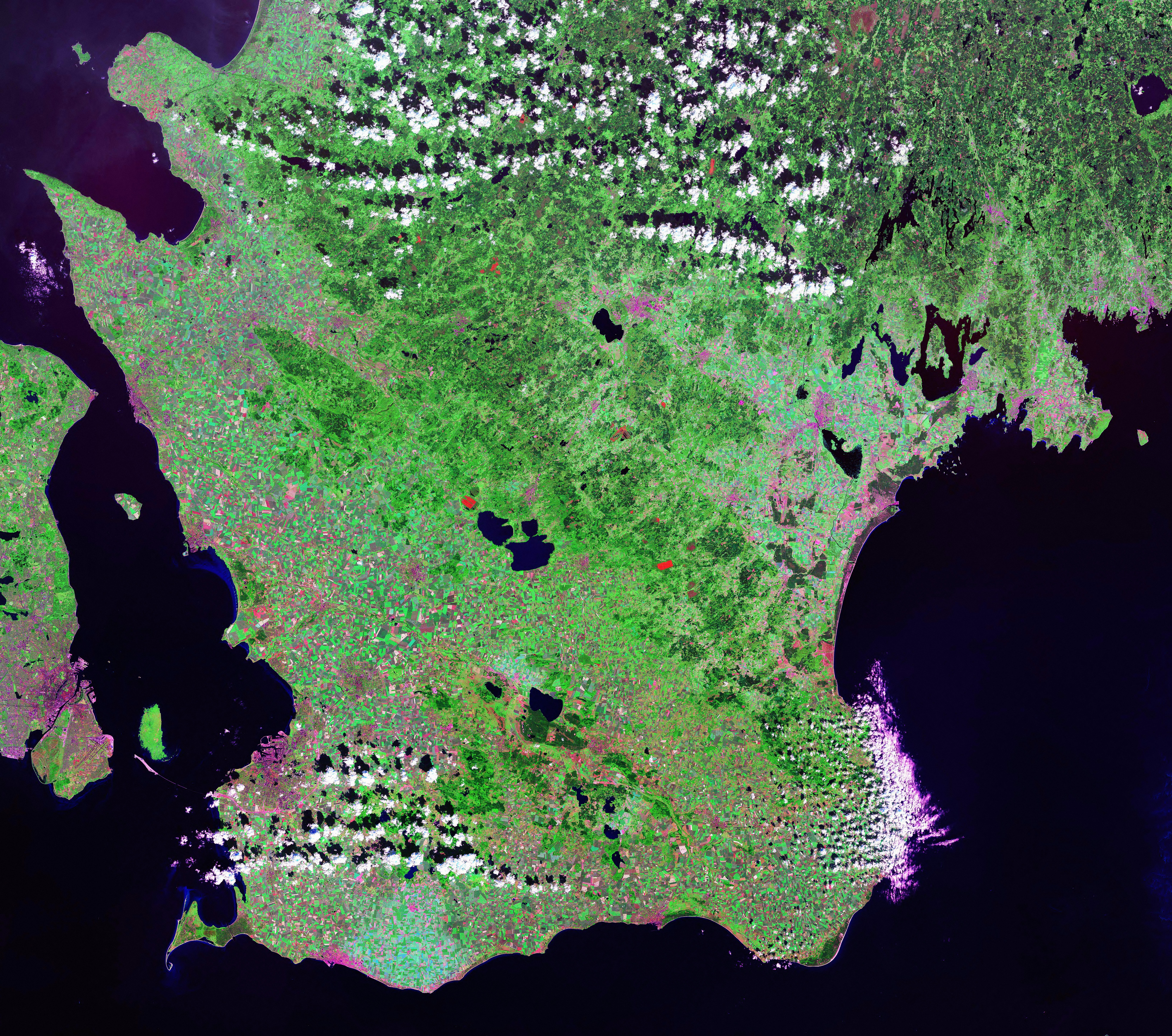
Сконе, снимок из космоса

Самая высокая точка — горст Сёдеросен, 212 м. Самая низкая точка находится в городе Кристианстад, 2,7 м ниже уровня моря. Национальные парки: Дальбю-Сёдерскуг, Сёдеросен, Стенсхувуд.
Земля на равнинах плодородна, что является чрезвычайно важным фактором для всей Швеции. Большая часть сельского хозяйства страны сосредоточена именно в Сконе.
Крупнейшие города: Мальмё, Хельсингборг, Лунд, Кристианстад, Ландскруна.

## История
Сконе долгое время принадлежала Дании. Расцвет провинции в составе Датского королевства приходился на XI век. В это время на территории Сконе располагались две епархии с центрами в Лунде и Дальбю. Король Дании Свен II Эстридсен имел собственную резиденцию в Дальбю. Там же во время его правления было начато строительство монастыря и церкви.

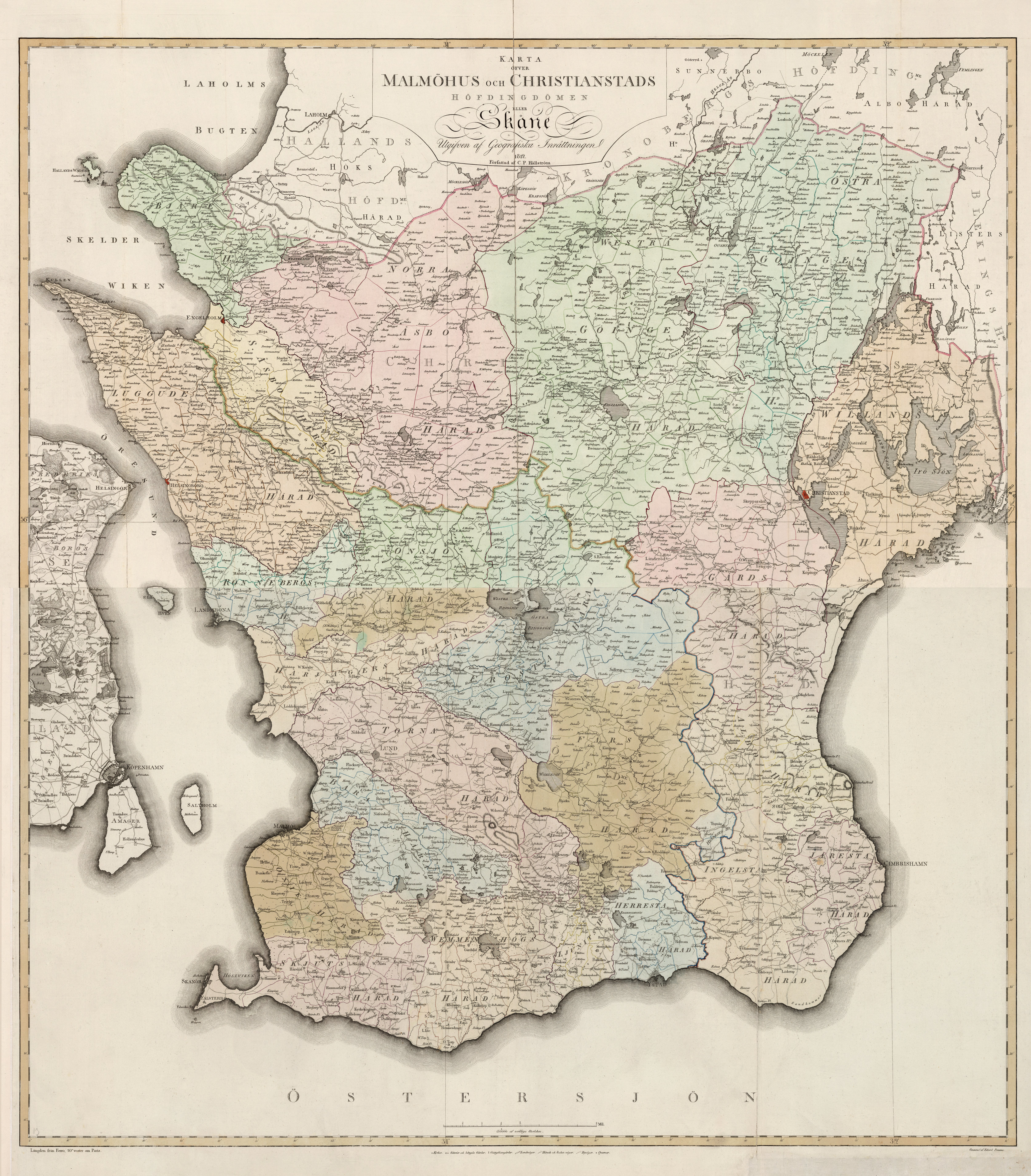
Детальная карта Сконе, 1805 г.

По Роскилльскому мирному договору 1658 года Сконе отошёл к Швеции. Остров Борнхольм был возвращён Дании спустя два года по условиям Копенгагенского мира.

## Известные люди
В Сконе родились и выросло много знаменитостей, среди которых:
- Тихо Браге, датский астроном;
- Пер-Альбин Ханссон, премьер-министр Швеции 1932—1936, 1936—1946;
- Мари Фредрикссон, певица, солистка группы Roxette;
- Хелена Юсефссон, певица, солистка группы Sandy Mouche;
- Кристофер Лундквист, музыкант, продюсер;
- Йенс Йонссон, музыкант, ударник в группе Brainpool;
- Златан Ибрагимович и Хенрик Ларссон, футболисты ;
- Макс фон Сюдов, актёр;
- Морган Тофт, писатель, художник, музыкант, актёр и режиссёр;
- Франц Гуннар Бенгтссон, писатель, эссеист, поэт;
- Оге Маделунг, писатель, эссеист, поэт.

## В астрономии
В честь провинции Сконе назван астероид (460) Скания, открытый в 1900 году и названный в память о съезде астрономов в городе Лунде (1904), расположенном в этой провинции.